# Just Dance 2
Just Dance 2 är ett dansspel till Wii utvecklad av Ubisoft. Spelet släpptes 2 oktober 2010 i Nordamerika, 14 oktober 2010 i Europa och i Australien och 8 december 2010 i Sydkorea.

## Spelupplägg

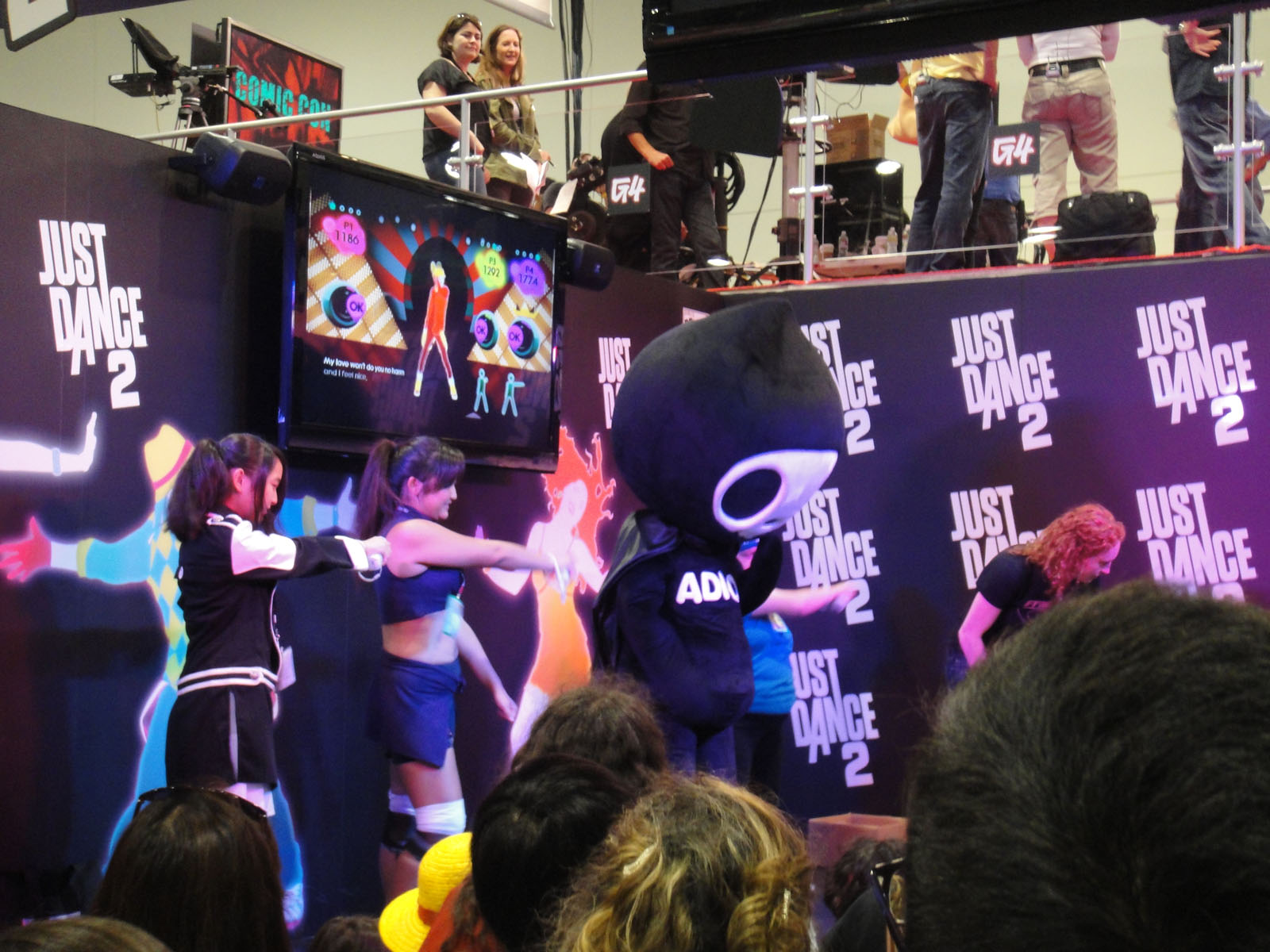
Personer som spelar Just Dance 2.

I spelet har 4 nya spelarläge lagts till:
- Just Dance Mode: Spelarna kan spela tillsammans hur länge man vill.
- Duets: Tillåter spelarna att dansa tillsammans och tvingar spelarna att ägna mer uppmärksamhet att dansa runt istället för att följa instruktioner på skärmen.
- Dance Battle Mode: lagbaserad spelarläge där upp till 8 spelare deltar, laget med mest poäng vinner.
- Just Sweat Mode: Ett övningsläge där spelaren mäter sin energi man förbrukar när man dansar.

"Shake" ("Skaka") har ersatts med "Gold Moves" ("Guldrörelser") som ger spelaren fler poäng om man utför dom.

## Låtar
Sammanlagt finns det 47 låtar.
| Sång                                               | Artist                                                     | Svårighetsgrad | Ansträngning | År   | Tid  | Läge  | Dansare   |
| -------------------------------------------------- | ---------------------------------------------------------- | -------------- | ------------ | ---- | ---- | ----- | --------- |
| "A-Punk"                                           | Vampire Weekend                                            | 1              | 2            | 2008 | 2:17 | Duett | ♂/♀       |
| "Alright" (3DLC)/(G)                               | Supergrass                                                 | 2              | 2            | 1995 | 3:00 | Duett | ♀/♂       |
| "Baby Girl"(3DLC)/(4DLC)/(G)                       | Reggaeton                                                  | 3              | 2            | 2003 | 2:45 | Solo  | ♂         |
| "Big Girl (You Are Beautiful)"                     | Mika                                                       | 1              | 2            | 2007 | 4:08 | Solo  | ♀         |
| "Body Movin'" (Fatboy Slim Remix)(G)               | Beastie Boys                                               | 1              | 3            | 1998 | 4:08 | Solo  | ♀         |
| "Call Me"                                          | Blondie                                                    | 2              | 3            | 1980 | 3:32 | Solo  | ♀         |
| "Cosmic Girl"(G)/(3DLC)                            | Jamiroquai                                                 | 1              | 2            | 1996 | 3:47 | Solo  | ♀         |
| "Crazy in Love"*/(G)/(J)                           | Beyoncé med Jay-Z                                          | 3              | 2            | 2003 | 3:59 | Solo  | ♀         |
| "D.A.N.C.E."                                       | Justice                                                    | 2              | 3            | 2007 | 4:02 | Solo  | ♀         |
| "Dagomba"(3DLC)/(G)/(4DLC)/(J)                     | Sorcerer                                                   | 2              | 3            | 2003 | 3:43 | Solo  | ♂         |
| "Funkytown"*/(BBE)/(S)/(K)                         | Lipps Inc.                                                 | 1              | 1            | 1980 | 3:53 | Solo  | ♂         |
| "Girlfriend"(G)/(J2)                               | Avril Lavigne                                              | 2              | 3            | 2007 | 3:36 | Duett | ♀/♀       |
| "Hey Ya!"(G)                                       | Outkast                                                    | 3              | 3            | 2003 | 3:56 | Solo  | ♂         |
| "Holiday"*/(K)                                     | Madonna                                                    | 2              | 1            | 1983 | 3:46 | Solo  | ♀         |
| "Hot Stuff" (J)                                    | Donna Summer                                               | 2              | 1            | 1979 | 3:32 | Duett | ♀/♂       |
| "Idealistic"                                       | Digitalism                                                 | 1              | 2            | 2007 | 4:10 | Solo  | ♀         |
| "I Got You (I Feel Good)"                          | James Brown                                                | 2              | 2            | 1965 | 2:48 | Solo  | ♂         |
| "Iko Iko"(3DLC)                                    | Mardi Gras                                                 | 1              | 2            | 1953 | 2:37 | Solo  | ♀         |
| "It's Raining Men"(3DLC)/(G)                       | The Weather Girls                                          | 2              | 3            | 1983 | 3:51 | Solo  | ♀         |
| "I Want You Back"                                  | The Jackson 5                                              | 2              | 1            | 1969 | 2:57 | Solo  | ♂         |
| "Jai Ho! (You Are My Destiny)"(G)/(S)/(BBE)        | A. R. Rahman och The Pussycat Dolls med Nicole Scherzinger | 2              | 2            | 2009 | 3:48 | Solo  | ♀         |
| "Jump"*/(3DLC)/(G)                                 | Kris Kross                                                 | 3              | 3            | 1992 | 3:15 | Duett | ♂/♂       |
| "Jump in the Line (Shake, Senora)"(3DLC)/(G)/(J)   | Harry Belafonte                                            | 3              | 2            | 1961 | 3:43 | Duett | ♀/♂       |
| "Jungle Boogie"*/(K)                               | Kool & the Gang                                            | 2              | 2            | 1973 | 3:06 | Solo  | ♂         |
| "Katti Kalandal"(3DLC)/(G)/(J)                     | Bollywood                                                  | 2              | 2            | 2000 | 3:31 | Duett | ♀/♂       |
| "Monster Mash"*                                    | Bobby (Boris) Pickett                                      | 1              | 1            | 1962 | 3:06 | Solo  | ♂         |
| "Move Your Feet"(G)                                | Junior Senior                                              | 3              | 3            | 2003 | 3:01 | Solo  | ♂         |
| "Mugsy Baloney"(3DLC)/(G)                          | Charleston                                                 | 3              | 2            | 1924 | 2:11 | Duett | ♀/♂       |
| "Proud Mary"(G)                                    | Ike and Tina Turner                                        | 2              | 3            | 1969 | 3:59 | Solo  | ♀         |
| "Rasputin"(3DLC)/(G)/(J)                           | Boney M.                                                   | 3              | 3            | 1978 | 4:07 | Solo  | ♂         |
| "Rockafeller Skank"                                | Fatboy Slim                                                | 3              | 3            | 1998 | 3:58 | Solo  | ♂         |
| "SOS" (J)                                          | Rihanna                                                    | 3              | 2            | 2006 | 4:00 | Solo  | ♀         |
| "Satisfaction" (Issak Original Extended)(G)/(3DLC) | Benny Benassi                                              | 1              | 1            | 2002 | 4:46 | Solo  | ♂         |
| "Should I Stay or Should I Go" (BBE)               | The Clash                                                  | 1              | 2            | 1982 | 3:06 | Solo  | ♂         |
| "Soul Bossa Nova"                                  | Quincy Jones and His Orchestra                             | 1              | 1            | 1962 | 2:48 | Duett | ♀/♂       |
| "Sway (Quien Sera)"                                | Marine Band                                                | 2              | 1            | 2003 | 3:09 | Duett | ♀/♂       |
| "Sympathy for the Devil" (Fatboy Slim Remix)       | The Rolling Stones                                         | 1              | 1            | 1969 | 4:16 | Solo  | ♀         |
| "Take Me Out"                                      | Franz Ferdinand                                            | 2              | 2            | 2004 | 3:57 | Solo  | ♀         |
| "That's Not My Name"                               | The Ting Tings                                             | 2              | 1            | 2008 | 3:46 | Solo  | ♀         |
| "The Power"(3DLC)/(G)                              | Snap!                                                      | 2              | 3            | 1990 | 3:49 | Solo  | ♂         |
| "The Shoop Shoop Song (It's in His Kiss)"          | Cher                                                       | 2              | 2            | 1990 | 2:52 | Duett | ♀/♀       |
| "Tik Tok"(G)/(J2)                                  | Ke$ha                                                      | 2              | 1            | 2009 | 3:20 | Solo  | ♀         |
| "Toxic"*/(3DLC)/(G)/(J)                            | Britney Spears                                             | 3              | 1            | 2003 | 3:25 | Solo  | ♀         |
| "Viva Las Vegas"(G)                                | Elvis Presley                                              | 2              | 2            | 1964 | 2:22 | Solo  | ♂         |
| "Wake Me Up Before You Go-Go"                      | Wham!                                                      | 1              | 2            | 1984 | 3:50 | Solo  | ♂         |
| "Walk Like an Egyptian"(3DLC)                      | The Bangles                                                | 2              | 2            | 1986 | 3:24 | Solo  | ♀         |
| "When I Grow Up" (A)                               | The Pussycat Dolls                                         | 2              | 1            | 2008 | 4:05 | Solo  | ♀ (♂/♀/♀) |

- En "*" visar att låten är en cover-version, inte originalet.
- En "(BBE)" visar att sången är en Best Buy Exclusive ("Bästa köp exklusiv"), vilket bara finns med i NTSC-regionen.
- En "(A)" visar att sången har alternativ dans.
- En "(3DLC)" visar att sången är också en DLC i Just Dance 3.
- En "(4DLC)" visar att sången är också en DLC i Just Dance 4.
- En "(K)" visar att sången är även med i Just Dance Kids.
- En "(J)" visar att sången är även med i Just Dance Wii.
- En "(J2)" visar att sången är även med i Just Dance Wii 2.
- En "(S)" visar att sången är även med i Just Dance Summer Party/Extra Songs.
- En "(G)" visar att det är en låt i Just Dance: Best Of/Just Dance: Greatest Hits.

## Nedladdningsbart innehåll
| Sång                                       | Artist                                      | Svårighetsgrad | Ansträngning | År   | Läge  | Danasare | Releasedatum     | Pris           |
| ------------------------------------------ | ------------------------------------------- | -------------- | ------------ | ---- | ----- | -------- | ---------------- | -------------- |
| "Firework" (S)/(G) (FRDLC)                 | Katy Perry                                  | 1              | 2            | 2010 | Solo  | ♀        | 12 oktober 2010  | 0 Wii Points   |
| "Pon de Replay"(S)/(G)                     | Rihanna                                     | 2              | 2            | 2005 | Solo  | ♀        | 12 oktober 2010  | 300 Wii Points |
| "Barbie Girl"*/(S)/(G)                     | Aqua                                        | 1              | 3            | 1997 | Duett | ♀/♂      | 12 oktober 2010  | 300 Wii Points |
| "Pump Up the Volume" (S)                   | MARRS                                       | 2              | 2            | 1987 | Solo  | ♂        | 12 oktober 2010  | 300 Wii Points |
| "Maniac"*/(S)                              | Michael Sembello                            | 2              | 3            | 1983 | Solo  | ♀        | 28 oktober 2010  | 300 Wii Points |
| "Born to Be Wild"(S)                       | Steppenwolf                                 | 1              | 2            | 1968 | Solo  | ♂        | 28 oktober 2010  | 300 Wii Points |
| "Professor Pumplestickle"(S)/(3DLC)/(4DLC) | Nick Phoenix och Thomas J. Bergersen        | 3              | 1            | 2006 | Duett | ♂/♂      | 28 oktober 2010  | 300 Wii Points |
| "Crying Blood" (S)                         | V V Brown                                   | 2              | 2            | 2008 | Solo  | ♀        | 28 oktober 2010  | 300 Wii Points |
| "Down by the Riverside"(3DLC)/(S)/(G)      | The Reverend Horatio Duncan och Amos Sweets | 2              | 1            | 1927 | Solo  | ♀        | 26 november 2010 | 300 Wii Points |
| "Futebol Crazy"(3DLC)/(S)/(G)              | The World Cup Girls                         | 1              | 2            | 2009 | Solo  | ♀        | 26 november 2010 | 300 Wii Points |
| "Kung Fu Fighting"(S)/(G)/(K)              | Carl Douglas                                | 2              | 2            | 1974 | Duett | ♂/♂      | 18 december 2010 | 300 Wii Points |
| "Mambo No. 5"**/(S)/(G)                    | Lou Bega                                    | 3              | 2            | 1999 | Duett | ♂/♀      | 18 december 2010 | 300 Wii Points |
| "Nine in the Afternoon"(S)                 | Panic! at the Disco                         | 1              | 1            | 2008 | Duett | ♀/♂      | 18 december 2010 | 300 Wii Points |
| "It's Not Unusual"                         | Tom Jones                                   | 2              | 2            | 1965 | Solo  | ♂        | 18 december 2010 | 300 Wii Points |
| "Chicken Payback"(S)                       | A Band of Bees                              | 1              | 1            | 2004 | Solo  | ♂        | 18 december 2010 | 300 Wii Points |
| "Crazy Christmas"°/(3DLC)                  | Santa Clones                                | 2              | 3            | 2010 | Solo  | ♂        | 18 december 2010 | 300 Wii Points |
| "Skin-To-Skin"(3DLC)/(S)                   | Sweat Invaders                              | 1              | 3            | 1992 | Solo  | ♂        | 16 januari 2011  | 300 Wii Points |
| "You Can't Hurry Love"(S)/(J)              | The Supremes                                | 2              | 2            | 1966 | Duett | ♀/♀      | 11 februari 2011 | 300 Wii Points |
| "Why Oh Why"(3DLC)/(S)                     | Love Letter                                 | 1              | 1            | 2009 | Duett | ♀/♂      | 11 februari 2011 | 300 Wii Points |
| "American Boy" (S)                         | Estelle med Kanye West                      | 2              | 1            | 2008 | Duett | ♂/♀      | 11 februari 2011 | 300 Wii Points |
| "Come on Eileen"                           | Dexy's Midnight Runners                     | 3              | 3            | 1982 | Duett | ♀/♂      | 17 mars 2011     | 300 Wii Points |
| "Song 2" (S)/(K2)                          | Blur                                        | 2              | 2            | 1997 | Solo  | ♂-♀-♂    | 17 mars 2011     | 300 Wii Points |
| "Spice Up Your Life"                       | Spice Girls                                 | 3              | 3            | 1997 | Duett | ♀/♀      | 17 mars 2011     | 300 Wii Points |
| "Here Comes the Hotstepper"*/°/(S)         | Ini Kamoze                                  | 2              | 2            | 1994 | Solo  | ♂        | 15 april 2011    | 300 Wii Points |
| "Moving on Up"**/(S)                       | M People                                    | 1              | 2            | 1993 | Solo  | ♀        | 2 juni 2011      | 300 Wii Points |

- En "*" visar att sången det är en cover-version, inte originalet.
- En "**" visar att sången är original-versionen om man köper som DLC, men är en cover-version i Just Dance Summer Party/Extra Songs.
- En "°" visar att sången var gratis, men ändrades till 300 Wii Points.
- En "(3DLC)" visar att sången är även en DLC i Just Dance 3.
- En "(4DLC)" visar att sången är även en DLC i  Just Dance 4.
- En "(K)" visar att sången finns även i Just Dance Kids.
- En "(K2)" visar att sången finns även i Just Dance Kids 2.
- En "(J)" visar att sången finns även i Just Dance Wii.
- En "(S)" visar att sången finns även i Just Dance Summer Party/Extra Songs.
- En "(G)" visar att sången finns även i Just Dance: Best Of/Just Dance: Greatest Hits.
- En (FRDLC) visar att sången är gratis i vissa specialupplagor.

## Mottagande
Just Dance 2 mottogs av positiva recensioner av kritiker, i mars 2012 fick spelet av recensenter snittbetyget på 74 på Metacritic. och 77 på Gamerankings.